# Rise Up (Cypress-Hill-Album)
Rise Up (englisch für Aufstand) ist das achte Studioalbum der US-amerikanischen Rap-Gruppe Cypress Hill. Es erschien am 16. April 2010 und ist die erste Veröffentlichung der Band über das Label Priority Records sowie das erste Studioalbum seit 2004.

## Inhalt
Inhaltlich bleibt Rise Up in der Nähe der Vorgänger-Alben. So sind neben den reinen Hip-Hop-Songs auch ein paar Crossover-Lieder (Rise Up, Trouble Seeker, Shut 'Em Down) enthalten. Außerdem befinden sich wieder Tracks, die den Marihuana- und Cannabis-Konsum preisen (Pass The Dutch, K.U.S.H.) auf dem Album.

## Produktion
Rise Up ist das erste Album von Cypress Hill, das nicht größtenteils von DJ Muggs produziert wurde. Dieser steuerte lediglich zwei Beats bei. Das andere Cypress Hill-Mitglied B-Real war hingegen an acht Produktionen beteiligt und fungierte auch als ausführender Produzent. Weitere Beats wurden von mehr oder weniger bekannteren Künstlern (Mike Shinoda, DJ Khalil, Pete Rock, Jim Jonsin, Sick Jacken, Jake One) produziert. Auch Musiker aus dem Rock-Genre (Tom Morello, Daron Malakian) beteiligten sich an der Produktion.

## Covergestaltung
Das Albumcover zeigt eine rote Fahne mit der Aufschrift Rise Up, die von drei Händen emporgehalten wird. Über dem Bild befinden sich die Schriftzüge Cypress und Hill. Der Hintergrund ist schwarz gehalten, in der linken oberen Ecke ist das Cypress Hill-Logo in rot zu sehen.

## Gastbeiträge
Gleich auf acht Stücken des Albums sind Gastbeiträge anderer Künstler zu finden. Der Rapper Young De ist auf It Ain’t Nothin’ zu hören, während der Gitarrist Tom Morello an Rise Up und Shut ’Em Down mitwirkte. Evidence und The Alchemist treten beim Song Pass the Dutch in Erscheinung und Linkin-Park-Mitglied Mike Shinoda ist bei Carry Me Away zu hören. Als Unterstützung für Trouble Seeker wurde der Gitarrist von System of a Down Daron Malakian engagiert und bei Take My Pain ist der Rapper Everlast zu hören. Zu guter Letzt sind Marc Anthony und Pitbull auf Armada Latina vertreten.

## Titelliste
| #  | Titel             | Gastbeiträge               | Produzent              | Länge |
| -- | ----------------- | -------------------------- | ---------------------- | ----- |
| 1  | It Ain’t Nothin’  | Young De                   | B-Real                 | 4:02  |
| 2  | Light It Up       |                            | Pete Rock              | 3:18  |
| 3  | Rise Up           | Tom Morello                | Tom Morello und B-Real | 3:51  |
| 4  | Get It Anyway     |                            | Jim Jonsin             | 4:20  |
| 5  | Pass The Dutch    | Evidence und The Alchemist | DJ Muggs und DJ Khalil | 3:21  |
| 6  | Bang Bang         |                            | B-Real                 | 3:49  |
| 7  | K.U.S.H.          |                            | Sick Jacken und B-Real | 4:58  |
| 8  | Get ’Em Up        |                            | B-Real                 | 3:53  |
| 9  | Carry Me Away     | Mike Shinoda               | Mike Shinoda           | 4:08  |
| 10 | Trouble Seeker    | Daron Malakian             | Daron Malakian         | 3:40  |
| 11 | Take My Pain      | Everlast                   | DJ Muggs und DJ Khalil | 3:37  |
| 12 | I Unlimited       |                            | B-Real                 | 4:25  |
| 13 | Armed & Dangerous |                            | Jake One und B-Real    | 3:27  |
| 14 | Shut ’Em Down     | Tom Morello                | Tom Morello und B-Real | 3:26  |
| 15 | Armada Latina     | Marc Anthony und Pitbull   | Jim Jonsin             | 4:04  |

## Chartplatzierungen und Singles
Rise Up stieg in der 18. Kalenderwoche des Jahres 2010 auf Position 31 in die deutschen Charts ein und belegte in den folgenden Wochen die Plätze 45; 82 und 100, bevor es aus den Charts fiel. In den USA stieg das Album auf Platz 19 ein und verließ die Charts ebenfalls nach vier Wochen.
Als Singles wurden Get ’Em Up, It Ain’t Nothin’, Rise Up und Armada Latina digital veröffentlicht, welche sich jedoch alle nicht in den Charts platzieren konnten.

## Rezeption
Rise Up wurde von Kritikern überwiegend durchschnittlich bewertet. Die Seite Metacritic errechnete aus 15 Kritiken englischsprachiger Medien einen Schnitt von 56 %.
Von laut.de bekam das Album vier von möglichen fünf Punkten. Der Rezensent Eberhard Dobler schreibt, dass bei Cypress Hill „alles im grünen Bereich“ sei und die Gruppe ein „hohes Produktionslevel“ erreicht habe, wobei DJ Muggs „fette Arbeit abgeliefert“ habe. Vor allem die Vielfältigkeit von Rise Up wird betont: „Vom gewohnten Laid back-Tune über rohe Hip Hop-Beats und kubanisch-karibische Ausflüge bis hin zu Mosh-tauglichen Rocktracks ist wieder alles dabei.“